# Sunshine (film 1999)
Sunshine - storia di una famiglia (A napfény íze) è un film del 1999 diretto da István Szabó.

## Trama
Il film segue tre generazioni di una famiglia ebrea durante i cambiamenti nell'Impero austro-ungarico dall'inizio del XX secolo al periodo dopo la Seconda guerra mondiale. Il protagonista centrale di tutte e tre le generazioni è rappresentato da Ralph Fiennes per mettere in evidenza il legame tra padre, figlio e nipote.

## Riconoscimenti
- European Film Awards 1999
  - Miglior attore (Ralph Fiennes)
  - Miglior sceneggiatura
  - Miglior fotografia